# Distrito de Hermilio Valdizán
El distrito de Hermilio Valdizán es uno de los diez que conforman la provincia de Leoncio Prado, ubicada en el departamento de Huánuco en el centro del Perú.
El nombre del distrito honra al  médico psiquiatra y escritor huanuqueño Hermilio Valdizán, considerado Padre de la Psiquiatría Peruana. 
Desde el punto de vista jerárquico de la Iglesia católica forma parte de la diócesis de Huánuco, sufragánea de la arquidiócesis de Huancayo.

## Historia
El distrito fue creado mediante Ley del 27 de mayo de 1952, en el gobierno del Presidente Manuel A. Odría.

## Geografía
Abarca una superficie de 117,24 km².

## Capital
La ciudad capital del distrito es la localidad de Hermilio Valdizán.

## Autoridades

### Municipales
- 2011 - 2014[2]
  - Alcalde: Julio Hamilton Narciso Cámara, del Movimiento Político Hechos y No Palabras (HyNP).
  - Regidores: Rocío Cuchilla Nieto (HyNP), Claudio Catalicio Trinidad Benites (HyNP),  Valencio Guardián Orizano (HyNP), Edgar Alvarado Chávez (HyNP), Beken Myuler Villanueva Yábar (Restauración Nacional).[3][4]
- 2007 - 2010
  - Alcalde: Samuel Ernesto Zavala Flores, del Partido Nacionalista Peruano (PNP).

### Policiales
- Comisario:   PNP.

### Religiosas
- Diócesis de Huánuco[5]
  - Obispo: Mons. Jaime Rodríguez Salazar, MCCJ
- Parroquia
  - Párroco: Pbro.    .

## Festividades
- 24 de junio: Fiesta de San Juan. En la víspera bailan alrededor de fogatas con conjuntos típicos. Al amanecer hay un baile de pandillada en donde la gente baila alrededor de un árbol cargadas de regalos y que se le conoce con el nombre de "Yunsa". En las playas del río Huallaga (playa Tingo) se organizan bailes y ferias artesanales. Todos degustan del “Juane” ese día.